# أنخيل رودريغيز
أنخيل رودريغيز (بالإسبانية: Ángel Rodríguez) (2 ديسمبر 1992 بمونتفيدو في الأوروغواي - ) هو لاعب كرة قدم أوروغواني في مركز الوسط. لعب مع ديفينسور سبورتينغ وريفر بليت.

## وصلات خارجية
- أنخيل رودريغيز على موقع قاعدة بيانات كرة القدم.إي يو (الإنجليزية)
- أنخيل رودريغيز على موقع Soccerway.com (الإنجليزية)